# Paula Ruutu
Paula Ruutu (Värtsilä, 23 ottobre 1906 – Joensuu, 22 giugno 1990) è stata una politica e docente finlandese.

## Biografia
Eletta deputato nel 1962 col Partito di Centro Finlandese, rimase in Parlamento dal 20 febbraio 1962 al 4 aprile 1966 e successivamente dal 22 settembre 1967 al 22 marzo 1970. Fu docente di filosofia e lettere presso l'Università di Joensuu.